# Ulla Werbrouck
Ulla J. H. M. Werbrouck, née le 24 janvier 1972 à Izegem, est une ancienne judoka belge. 
En 2007, elle adhère à la Liste Dedecker.
Elle est devenue championne olympique de judo en 1996 à Atlanta. 
Victorieuse dans la catégorie des -72 kg, elle a aussi gagné quatre médailles mondiales et treize médailles européennes dont sept titres (le dernier en 2001). Elle fut le porte-drapeau de la délégation belge aux Jeux olympiques 2000 à Sydney, compétition où elle ne remporta pas de médaille. C'est en 2002 que la judoka annonce sa retraite à l'issue du Tournoi de Paris où elle fut prématurément éliminée. Plus grande judoka belge de l'histoire, elle fait partie d'une tradition qui a vu de nombreux judoka belges s'illustrer au niveau international tels Robert Van de Walle, Ingrid Berghmans ou Gella Vandecaveye.
Elle devient Grand Officier de l'Ordre de Léopold en 2004.

## Palmarès

### Jeux olympiques
- Jeux olympiques 1996 à Atlanta (États-Unis) :
  -  Médaille d'or dans la catégorie des -72 kg.

### Championnats du monde
| Chpts du monde | 1995 | 1997 | 1999 | 2001 |
| -------------- | ---- | ---- | ---- | ---- |
| - 72 kg        | 2e   | 3e   |      |      |
| - 70 kg        |      |      | 2e   | 3e   |

### Championnats d'Europe
| Chpts d'Europe | 1989 | 1990 | 1991 | 1992 | 1993 | 1994 | 1995 | 1996 | 1997 | 1998 | 1999 | 2000 | 2001 |
| -------------- | ---- | ---- | ---- | ---- | ---- | ---- | ---- | ---- | ---- | ---- | ---- | ---- | ---- |
| - 66 kg        | 3e   |      |      |      |      |      |      |      |      |      |      |      |      |
| - 70 kg        |      |      |      |      |      |      |      |      |      | 1er  | 1er  | 3e   | 1er  |
| - 72 kg        |      | 3e   | 3e   | 2e   | 2e   | 1er  | 1er  | 1er  | 1er  |      |      |      |      |

### Championnat de Belgique
| Chpt de Belgique | Chpt de Belgique | 1990 | 1991 | 1992 | 1993 | 1994 | 1995 | 1996 | 1997 | 1998 | 1999 |
| ---------------- | ---------------- | ---- | ---- | ---- | ---- | ---- | ---- | ---- | ---- | ---- | ---- |
| poids moyens     | -70 kg           |      |      |      |      |      |      |      |      | 1er  | 2e   |
| mi-lourds        | -72 kg           | 2e   | 1er  | 1er  | 1er  | 1er  | 1er  | 1er  | 2e   |      |      |

## Carrière politique
- 2007-2009 : députée fédérale belge
- 2009-2014 : députée flamande

### Liens et document externes
- Ressources relatives au sport :   - Alljudo
  - CIO
  - Fédération internationale de judo
  - JudoInside
  - LesSports
  - Olympedia
- Ressource relative à la vie publique :   - Parlement flamand
- Les judokas belges sur Commons
- Biographie complete d'Ulla Werbrouck sur le site de la Fédération belge de judo